# Basil Copper
Basil Copper, född 5 februari 1924 i London, död 3 april 2013, var en brittisk författare och journalist.

## Biografi
Som barn flyttade Copper med familjen till Kent, och redan i grundskolan intresserade han sig för författare som M. R. James och Edgar Allan Poe. Som tonåring lärde han sig journalistyrket och blev vid andra världskrigets utbrott ansvarig för ett lokalt dagstidningskontor samtidigt som han tjänstgjorde i hemvärnet. Han placerades sedan i flottan och under D-dagen den 6 juni 1944 var han radiooperatör utanför Normandies stränder. Efter andra världskrigets slut återupptag Copper sin karriär som journalist.
Coppers första novell, The curse publicerades redan 1938 men den första mera professionella debuten skedde 1944 när Coppers skräcknovell The spider publicerades i The fifth Pan book of Horror Stories. Även senare skulle han visa stort intresse för rysare, vampyrer och varulvar.
Coppers första roman, The dark mirror refuserades av 32 förlag, med huvudsaklig motivering att den var för lång, innan Robert Hale publicerade en förkortat version 1966. Huvudpersonen Mike Faraday var en detektiv som verkade i Los Angeles och som skulle återkomma i flera böcker. 1970 slutade Copper som journalist för att bli heltidsförfattare.
Copper dog 2013 efter att ha drabbats av Alzheimers sjukdom.

### Mike Faraday
1. The Dark Mirror  (1966) (Bäddat för mord, översättning Alf Agdler, 1968, Kometdeckaren 177)
2. Night Frost  (1966) (Maffians guld, 1968, översättning Ernst Lindberg, Kometdeckaren 179)
3. No Flowers for the General  (1967) (Med order att döda, 1968, öersättning Sture Biurström, Kometdeckaren 182)
4. Scratch on the Dark  (1967) (Naken skräck, 1969, översättning Sture Biurström, Kometdeckaren 186)
5. Die Now, Live Later  (1968) (Iskall bluff, 1973, Pocket Deckaren 9)
6. Don't Bleed on Me  (1968) (Skylla sig själv, 1973, Pocket Deckaren 12)
7. The Marble Orchard  (1969) (Fast i nätet, 1971, översättning Göran Malmgren, Kometdeckaren 220)
8. Dead File  (1970) (På egen risk, 1971, översättning Sture Biurström, Kometdeckaren 218)
9. No Letters from the Grave  (1971) (Inga brev från graven, 1972, Kometdeckaren 230)
10. The Big Chill  (1972) (Mördare utan ansikte, 1973, Pocket Deckaren 14)
11. Strong-Arm  (1972)
12. A Great Year for Dying  (1973) (Mördande hot, 1974, Pocket Deckaren 16)
13. Shock-Wave  (1973)
14. The Breaking Point  (1973)
15. A Voice from the Dead  (1974)
16. Feedback  (1974)
17. Ricochet  (1974) (Många om bytet, 1976, översättning Kurt G. Möller, Kometdeckaren 253)
18. The High Wall (1975) (Maskerat brott, 1976, översättning Kurt G. Möller, Kometdeckaren 258)
19. Impact  (1975)
20. A Good Place to Die  (1975)
21. The Lonely Place  (1976)
22. Crack in the Sidewalk  (1976)
23. Tight Corner  (1976)
24. The Year of the Dragon  (1977)
25. Death Squad  (1977) (Dödligt dubbelspel, översättning Knut Rosén, 1978, Kometdeckaren 270)
26. Murder One  (1978) (Grav åt andra, 1981, översättning Jan Malmsjö Kometdeckaren 292)
27. A Quiet Room in Hell  (1979) (Skuggad av döden, 1982, översättning Peter Lindforss Kometdeckaren 294)
28. The Big Rip-Off  (1979)
29. The Caligari Complex  (1980)
30. Flip-Side  (1980)
31. The Long Rest  (1981)
32. The Empty Silence  (1981)
33. Dark Entry  (1981)
34. Hang Loose  (1982)
35. Shoot-Out  (1982)
36. The Far Horizon  (1982)
37. Trigger-Man  (1983)
38. Pressure-Point  (1983)
39. Hard Contract  (1983)
40. The Narrow Corner  (1983)
41. The Hook  (1984)
42. You Only Die Once  (1984)
43. Tuxedo Park  (1985)
44. The Far Side of Fear  (1985)
45. Snow-Job (1986)
46. Jet-Lag  (1986)
47. Blood on the Moon  (1986)
48. Heavy Iron  (1987)
49. Turn Down an Empty Glass  (1987)
50. Bad Scene  (1988) (Farliga vatten, 1988, översättning Martin Olsson, 1988, Winther Winpocket 99-0625342-8)
51. House-Dick  (1988)
52. Print-Out  (1988)

oklart vilken Mike Faraday-roman som översatts (Brännande bevis, 1974, Pocket Deckaren 20)